# Shiva (Rapper)

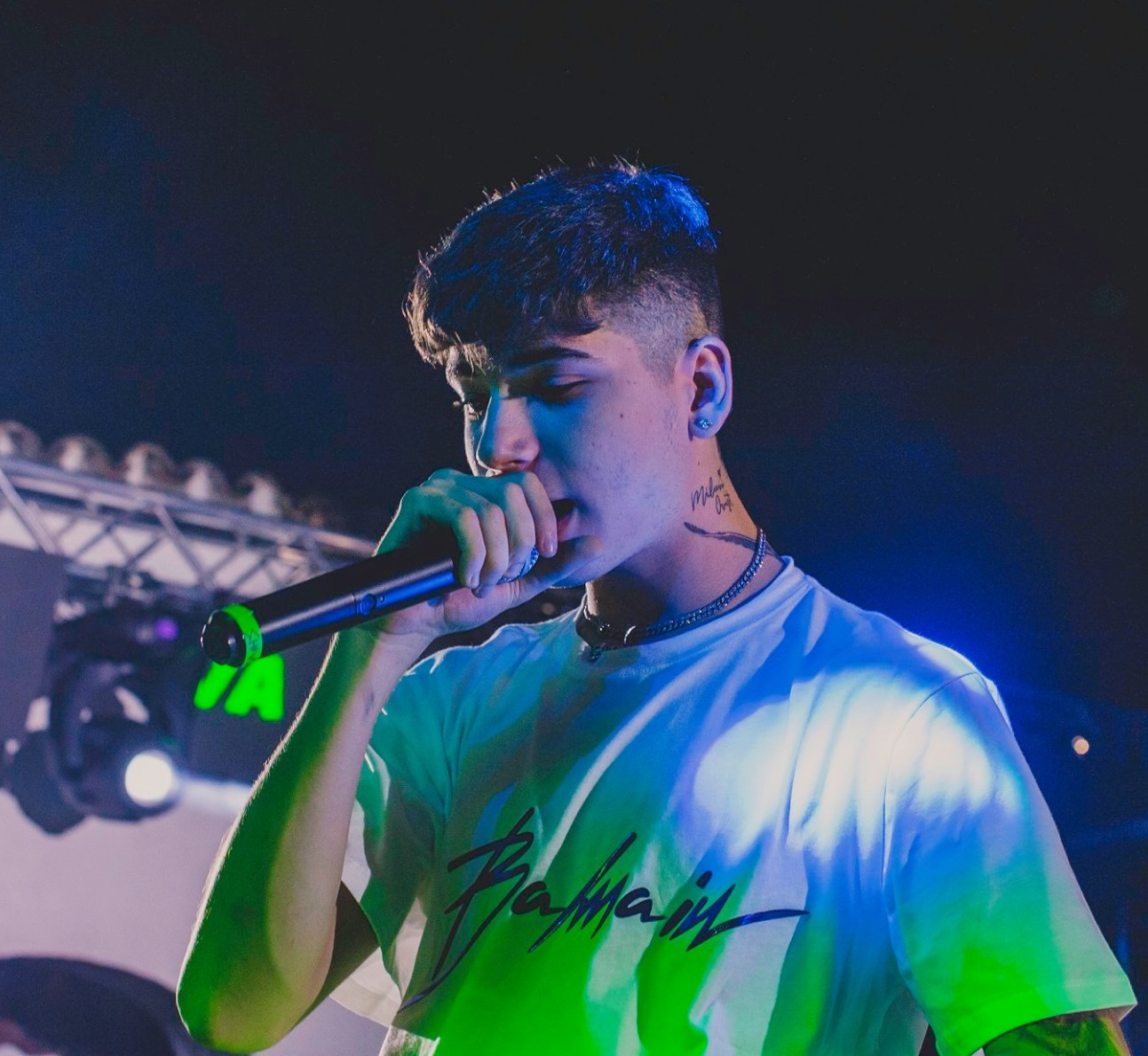
Shiva (2020)

Shiva (* 27. August 1999 in Legnano, Provinz Mailand, als Andrea Arrigoni) ist ein italienischer Rapper.

## Werdegang
Shiva, der in der Toskana aufgewachsen war, aber schließlich zurück in die Lombardei zog, begann in der Oberschule, sich als Freestyle-Rapper zu betätigen. Sein Pseudonym übernahm er von einem Florentiner Graffiti-Künstler. Mit dem Lied Cotard Delusion machte er im Internet auf sich aufmerksam und 2015 unterschrieb er seinen ersten Plattenvertrag beim unabhängigen römischen Label Honiro. Daraufhin brach er die Schule ab. In den folgenden Jahren veröffentlichte er eine Reihe von Singles, bis 2017 sein Debütalbum Tempo e anima erschien. Darauf arbeitete der junge Rapper auch mit Kollegen wie Mostro oder Cranio Randagio zusammen. Er war im selben Jahr seinerseits auf Mostros neuem Album zu hören.
2018 veröffentlichte Shiva sein zweites Album Solo. Im folgenden Jahr steigerte er seine Aktivitäten und arbeitete mit unzähligen anderen Hip-Hoppern zusammen, darunter Night Skinny, Fabri Fibra, Noyz Narcos, Guè Pequeno, Achille Lauro, Lazza, Emis Killa und Ernia. Auf dem erfolgreichen Machete Mixtape 4 der Machete Crew war er mit Dani Faiv und Salmo am Lied Walter Walzer beteiligt. Ein großer Erfolg wurde auch das Lied Soldi in nero in Zusammenarbeit mit Sfera Ebbasta, 2020 erreichte Shiva schließlich mit Calmo (zusammen mit Tha Supreme) erstmals die Chartspitze. Ende Januar erschien seine neue EP Routine. In Zusammenarbeit mit Eiffel 65 veröffentlichte er im selben Jahr das Lied Auto blu, das auf einem Sample von Blue (Da Ba Dee) basiert.

## Diskografie

### Alben und EPs
| Jahr | Titel Musiklabel                        | Höchstplatzierung, Gesamtwochen, AuszeichnungChartplatzierungen (Jahr, Titel, Musiklabel, Platzierungen, Wochen, Auszeichnungen, Anmerkungen) | Höchstplatzierung, Gesamtwochen, AuszeichnungChartplatzierungen (Jahr, Titel, Musiklabel, Platzierungen, Wochen, Auszeichnungen, Anmerkungen) | Anmerkungen                                                                 |
| Jahr | Titel Musiklabel                        | IT | CH | Anmerkungen                                                                 |
| ---- | --------------------------------------- | --- | --- | --------------------------------------------------------------------------- |
| 2017 | Tempo anima Honiro                      | — | — | Erstveröffentlichung: 27. Januar 2017                                       |
| 2018 | Solo Honiro                             | — | — | Erstveröffentlichung: 16. März 2018                                         |
| 2020 | Routine Jive Records (Sony)             | IT2 Gold · (19 Wo.)IT | — | Erstveröffentlichung: 31. Januar 2020 Verkäufe: + 25.000                    |
| 2021 | Dolce vita Milano Ovest (Sony)          | IT6 Platin · (27 Wo.)IT | CH57 (1 Wo.)CH | Erstveröffentlichung: 11. Juni 2021 Verkäufe: + 50.000                      |
| 2022 | Dark Love EP Milano Ovest (Sony)        | IT2 Platin · (37 Wo.)IT | CH68 (1 Wo.)CH | Erstveröffentlichung: 24. Juni 2022 Verkäufe: + 50.000                      |
| 2022 | Milano Demons Milano Ovest (Sony)       | IT1 ×4Vierfachplatin · (… Wo.)IT | CH18 (3 Wo.)CH | Erstveröffentlichung: 25. November 2022 Verkäufe: + 200.000                 |
| 2023 | Santana Season Milano Ovest (Sony)      | IT2 Platin · (55 Wo.)IT | CH10 (2 Wo.)CH | Erstveröffentlichung: 9. Juni 2023 Verkäufe: + 50.000                       |
| 2024 | Milano Angels Milano Ovest (Sony)       | IT1 ×2Doppelplatin · (… Wo.)IT | CH4 (5 Wo.)CH | Erstveröffentlichung: 6. September 2024 Verkäufe: + 100.000                 |
| 2024 | Angels & Demons Milano Ovest (Sony)     | — | — | Erstveröffentlichung: 19. Dezember 2024 EP                                  |
| 2025 | Santana Money Gang Island Records (UMG) | IT1 ×2Doppelplatin · (… Wo.)IT | CH3 (8 Wo.)CH | Erstveröffentlichung: 11. April 2025 Verkäufe: + 100.000; mit Sfera Ebbasta |

### Singles
| Jahr | Titel Album                                       | Höchstplatzierung, Gesamtwochen, AuszeichnungChartplatzierungen (Jahr, Titel, Album, Platzierungen, Wochen, Auszeichnungen, Anmerkungen) | Höchstplatzierung, Gesamtwochen, AuszeichnungChartplatzierungen (Jahr, Titel, Album, Platzierungen, Wochen, Auszeichnungen, Anmerkungen) | Anmerkungen                                                                      |
| Jahr | Titel Album                                       | IT | CH | Anmerkungen                                                                      |
| --- | ------------------------------------------------- | --- | --- | -------------------------------------------------------------------------------- |
| 2019 | Mon fre –                                         | IT24 ×2Doppelplatin · (30 Wo.)IT | — | Erstveröffentlichung: 19. Juli 2019 Verkäufe: + 140.000; feat. Emis Killa        |
| 2019 | Bossoli –                                         | IT12 Platin · (23 Wo.)IT | — | Erstveröffentlichung: 5. September 2019 Verkäufe: + 50.000                       |
| 2019 | Non sto più in zona –                             | IT14 Gold · (7 Wo.)IT | — | Erstveröffentlichung: 3. Oktober 2019 Verkäufe: + 25.000; mit Pyrex              |
| 2019 | Tuta Black –                                      | IT53 Gold · (2 Wo.)IT | — | Erstveröffentlichung: 20. November 2019 Verkäufe: + 35.000; mit Paky             |
| 2019 | Soldi in nero –                                   | IT2 ×2Doppelplatin · (20 Wo.)IT | — | Erstveröffentlichung: 28. November 2019 Verkäufe: + 200.000; mit Sfera Ebbasta   |
| 2020 | Calmo Routine                                     | IT1 Platin · (13 Wo.)IT | — | Erstveröffentlichung: 23. Januar 2020 Verkäufe: + 70.000; mit Tha Supreme        |
| 2020 | Auto blu –                                        | IT1 ×2Doppelplatin · (25 Wo.)IT | CH96 (1 Wo.)CH | Erstveröffentlichung: 20. März 2020 Verkäufe: + 140.000; mit Eiffel 65           |
| 2020 | In piazza –                                       | IT72 Gold · (2 Wo.)IT | — | Erstveröffentlichung: 17. Juni 2020 Verkäufe: + 35.000; mit Paky & Kermit        |
| 2020 | Take 2 –                                          | IT82 (1 Wo.)IT | — | Erstveröffentlichung: 9. Juli 2020                                               |
| 2021 | La mia storia Dolce vita                          | IT64 (1 Wo.)IT | — | Erstveröffentlichung: 14. Mai 2021                                               |
| 2021 | I Can Fly Dolce vita                              | IT78 (1 Wo.)IT | — | Erstveröffentlichung: 11. Juni 2021                                              |
| 2021 | Fendi belt –                                      | IT30 Platin · (5 Wo.)IT | — | Erstveröffentlichung: 17. Juni 2021 Verkäufe: + 100.000; mit Paky                |
| 2021 | Take 3 –                                          | IT48 Gold · (1 Wo.)IT | — | Erstveröffentlichung: 19. November 2021 Verkäufe: + 50.000                       |
| 2021 | Aston Martin –                                    | IT56 (1 Wo.)IT | — | Erstveröffentlichung: 17. Dezember 2021 feat. Headie One                         |
| 2022 | Pensando a lei Dark Love EP                       | IT8 ×2Doppelplatin · (31 Wo.)IT | — | Erstveröffentlichung: 11. Februar 2022 Verkäufe: + 200.000                       |
| 2022 | Soldi puliti Milano Demons                        | IT16 Platin · (12 Wo.)IT | — | Erstveröffentlichung: 25. März 2022 Verkäufe: + 100.000                          |
| 2022 | Non è Easy Milano Demons                          | IT28 Platin · (4 Wo.)IT | — | Erstveröffentlichung: 12. Mai 2022 Verkäufe: + 100.000                           |
| 2022 | Niente da perdere Dark Love EP                    | IT13 Platin · (16 Wo.)IT | — | Erstveröffentlichung: 1. Juni 2022 Verkäufe: + 100.000                           |
| 2022 | Regina del block –                                | IT60 Gold · (1 Wo.)IT | — | Erstveröffentlichung: 4. August 2022 Verkäufe: + 50.000                          |
| 2022 | 3 Stick Freestyle Milano Demons                   | IT58 Gold · (1 Wo.)IT | — | Erstveröffentlichung: 28. September 2022 Verkäufe: + 50.000                      |
| 2022 | Take 4 Milano Demons                              | IT4 ×2Doppelplatin · (17 Wo.)IT | — | Erstveröffentlichung: 9. November 2022 Verkäufe: + 200.000                       |
| 2022 | Alleluia Milano Demons                            | IT1 ×2Doppelplatin · (25 Wo.)IT | — | Erstveröffentlichung: 25. November 2022 Verkäufe: + 200.000; feat. Sfera Ebbasta |
| 2023 | 100 Opps Santana Season                           | IT20 Gold · (5 Wo.)IT | — | Erstveröffentlichung: 28. April 2023 Verkäufe: + 50.000                          |
| 2023 | Caramelo –                                        | IT78 Gold · (1 Wo.)IT | — | Erstveröffentlichung: 28. Juli 2023 Verkäufe: + 50.000; mit Villabanks & Rvfv    |
| 2023 | Syrup Milano Angels                               | IT1 Platin · (11 Wo.)IT | — | Erstveröffentlichung: 15. September 2023 Verkäufe: + 100.000                     |
| 2024 | Milano Shotta Freestyle Milano Angels             | IT26 (4 Wo.)IT | — | Erstveröffentlichung: 10. Januar 2024                                            |
| 2024 | First Day Out Milano Angels                       | IT20 Gold · (7 Wo.)IT | — | Erstveröffentlichung: 22. Mai 2024 Verkäufe: + 50.000                            |
| 2024 | Take 5 Milano Angels                              | IT3 Gold · (10 Wo.)IT | — | Erstveröffentlichung: 28. August 2024 Verkäufe: + 50.000                         |
| Folgende Lieder erschienen nicht als Single, wurden aber durch das Album zum Download und Streaming bereitgestellt und konnten somit eine Platzierung erlangen: |                                                   | | |                                                                                  |
| |                                                   | | |                                                                                  |
| 2019 | Walter Walzer Machete Mixtape 4                   | IT21 Gold · (8 Wo.)IT | — | Verkäufe: + 25.000; mit Machete & und Dani Faiv                                  |
| 2020 | Chance Routine                                    | IT1 Gold · (9 Wo.)IT | — | Verkäufe: + 35.000; feat. Capo Plaza                                             |
| 2020 | Milano ovest Routine                              | IT5 Gold · (4 Wo.)IT | — | Verkäufe: + 35.000; feat. Marracash                                              |
| 2020 | Domani Routine                                    | IT10 (2 Wo.)IT | — |                                                                                  |
| 2020 | Scarabeo Routine                                  | IT20 (1 Wo.)IT | — |                                                                                  |
| 2020 | Diario di noel Routine                            | IT28 (1 Wo.)IT | — |                                                                                  |
| 2020 | Figlio della calle Routine                        | IT29 (1 Wo.)IT | — |                                                                                  |
| 2020 | Rari Vita Vera Mixtape                            | IT7 Gold · (5 Wo.)IT | — | Verkäufe: + 35.000; mit Tedua, Paky & Chris Nolan                                |
| 2021 | Mastercard Dolce vita                             | IT62 (1 Wo.)IT | — | feat. Lil Baby                                                                   |
| 2021 | Non sai niente Dolce vita                         | IT69 (1 Wo.)IT | — | feat. Guè Pequeno                                                                |
| 2022 | Sei qui Dark Love EP                              | IT44 (1 Wo.)IT | — |                                                                                  |
| 2022 | Mujer Dark Love EP                                | IT46 Gold · (1 Wo.)IT | — | Verkäufe: + 50.000; feat. Madame                                                 |
| 2022 | Tanti Cuori Dark Love EP                          | IT48 (1 Wo.)IT | — |                                                                                  |
| 2022 | X Sempre Dark Love EP                             | IT61 (1 Wo.)IT | — |                                                                                  |
| 2022 | Cose che non ho Dark Love EP                      | IT70 (1 Wo.)IT | — |                                                                                  |
| 2022 | Vorrei Milano Demons                              | IT4 Platin · (19 Wo.)IT | — | Verkäufe: + 100.000; feat. Lazza                                                 |
| 2022 | Non lo sai Milano Demons                          | IT2 ×3Dreifachplatin · (48 Wo.)IT | — | Verkäufe: + 300.000                                                              |
| 2022 | Cup Milano Demons                                 | IT9 Gold · (4 Wo.)IT | — | Verkäufe: + 50.000                                                               |
| 2022 | Cicatrici Milano Demons                           | IT13 Gold · (3 Wo.)IT | — | Verkäufe: + 50.000; feat. Tedua                                                  |
| 2022 | Rollie AP Milano Demons                           | IT15 (2 Wo.)IT | — | feat. Pyrex & Slings                                                             |
| 2022 | Milano Demons                                     | IT23 (1 Wo.)IT | — |                                                                                  |
| 2022 | Cellphone Milano Demons                           | IT24 (1 Wo.)IT | — | feat. Rhove & Bianca Costa                                                       |
| 2022 | Diamante Milano Demons                            | IT29 Gold · (3 Wo.)IT | — | Verkäufe: + 50.000                                                               |
| 2022 | Un altro Show Milano Demons                       | IT31 ×2Doppelplatin · (26 Wo.)IT | — | Verkäufe: + 200.000; feat. Geolier                                               |
| 2022 | Naturale Milano Demons                            | IT38 (1 Wo.)IT | — |                                                                                  |
| 2022 | Se fosse per me Milano Demons                     | IT49 (1 Wo.)IT | — |                                                                                  |
| 2022 | Dimenticare Milano Demons                         | IT50 (1 Wo.)IT | — | feat. Federica Abbate                                                            |
| 2022 | Messaggio in segreteria (Interlude) Milano Demons | IT54 (1 Wo.)IT | — |                                                                                  |
| 2023 | Un milione di volte Santana Season                | IT3 ×2Doppelplatin · (25 Wo.)IT | — | Verkäufe: + 200.000; feat. Sfera Ebbasta                                         |
| 2023 | Bibidi bobidi bu Santana Season                   | IT13 Gold · (4 Wo.)IT | — | Verkäufe: + 50.000; feat. Paky                                                   |
| 2023 | Elicotteri Santana Season                         | IT31 Gold · (3 Wo.)IT | — | Verkäufe: + 50.000; feat. Geolier                                                |
| 2023 | Arsenico Santana Season                           | IT39 Gold · (3 Wo.)IT | — | Verkäufe: + 50.000                                                               |
| 2023 | Santana Season                                    | IT40 (1 Wo.)IT | — |                                                                                  |
| 2023 | Riflessi rossi Santana Season                     | IT44 (1 Wo.)IT | — | feat. Guè & Luchè                                                                |
| 2023 | Whip Santana Season                               | IT52 (1 Wo.)IT | — | mit Finesse feat. Yovngchimi                                                     |
| 2023 | Charts global Santana Season                      | IT57 (1 Wo.)IT | — |                                                                                  |
| 2023 | Chiagne + Tiffany Santana Season                  | IT63 (1 Wo.)IT | — |                                                                                  |
| 2023 | Diversi Santana Season                            | IT65 (1 Wo.)IT | — |                                                                                  |
| 2023 | Soli Santana Season                               | IT80 (1 Wo.)IT | — | feat. Tiago PZK & Rvssian                                                        |
| 2024 | Gotham Milano Angels                              | IT1 Platin · (14 Wo.)IT | — | Verkäufe: + 100.000; Charteinstieg: 13. September 2024 feat. Kid Yugi            |
| 2024 | Milano Angels                                     | IT9 (4 Wo.)IT | — | Charteinstieg: 13. September 2024                                                |
| 2024 | Pluh Milano Angels                                | IT10 (5 Wo.)IT | — | Charteinstieg: 13. September 2024                                                |
| 2024 | Polvere Milano Angels                             | IT11 Gold · (11 Wo.)IT | — | Charteinstieg: 13. September 2024 Verkäufe: + 50.000; feat. Tony Boy             |
| 2024 | Let’s Go Milano Angels                            | IT12 (2 Wo.)IT | — | Charteinstieg: 13. September 2024 feat. Paky & NLE Choppa                        |
| 2024 | 6:00 AM Milano Angels                             | IT13 (3 Wo.)IT | — | Charteinstieg: 13. September 2024                                                |
| 2024 | Paradise Milano Angels                            | IT14 (4 Wo.)IT | — | Charteinstieg: 13. September 2024 feat. Tedua                                    |
| 2024 | Tutto o nada Milano Angels                        | IT16 Gold · (7 Wo.)IT | — | Charteinstieg: 13. September 2024 Verkäufe: + 50.000                             |
| 2024 | Sete Milano Angels                                | IT17 (3 Wo.)IT | — | Charteinstieg: 13. September 2024 feat. Mondo Marcia                             |
| 2024 | Lettera a draco Milano Angels                     | IT25 (3 Wo.)IT | — | Charteinstieg: 13. September 2024                                                |
| 2024 | Don’t Cry No More Milano Angels                   | IT26 (2 Wo.)IT | — | Charteinstieg: 13. September 2024 feat. Geolier                                  |
| 2024 | Replay Milano Angels                              | IT29 (2 Wo.)IT | — | Charteinstieg: 13. September 2024 feat. Lil Tjay                                 |
| 2024 | Cambierà Milano Angels                            | IT30 (2 Wo.)IT | — | Charteinstieg: 13. September 2024                                                |
| 2024 | Volo Express Milano Angels                        | IT41 (2 Wo.)IT | — | Charteinstieg: 13. September 2024                                                |
| 2024 | Digos Angels & Demons                             | IT58 (2 Wo.)IT | — | mit Paky                                                                         |
| 2024 | Giovane re Angels & Demons                        | IT85 (1 Wo.)IT | — |                                                                                  |
| 2024 | Ride or Die Angels & Demons                       | IT91 (1 Wo.)IT | — |                                                                                  |
| 2025 | Neon Santana Money Gang                           | IT1 Platin · (… Wo.)IT | CH74 (1 Wo.)CH | mit Sfera Ebbasta                                                                |
| 2025 | Non metterci becco Santana Money Gang             | IT2 Gold · (15 Wo.)IT | CH73 (1 Wo.)CH | mit Sfera Ebbasta                                                                |
| 2025 | Sei persa Santana Money Gang                      | IT3 (8 Wo.)IT | — | mit Sfera Ebbasta                                                                |
| 2025 | Over (Demo) Santana Money Gang                    | IT4 (5 Wo.)IT | — | mit Sfera Ebbasta                                                                |
| 2025 | D&G Santana Money Gang                            | IT5 (5 Wo.)IT | — | mit Sfera Ebbasta                                                                |
| 2025 | SNTMNG Santana Money Gang                         | IT6 (6 Wo.)IT | — | mit Sfera Ebbasta                                                                |
| 2025 | Molecole Sprite Santana Money Gang                | IT7 (7 Wo.)IT | — | mit Sfera Ebbasta                                                                |
| 2025 | Maybach Santana Money Gang                        | IT8 (5 Wo.)IT | — | mit Sfera Ebbasta                                                                |
| 2025 | Come se non fossi nei guai Santana Money Gang     | IT10 (5 Wo.)IT | — | mit Sfera Ebbasta                                                                |
| 2025 | MNGSNT Santana Money Gang                         | IT11 (3 Wo.)IT | — | mit Sfera Ebbasta                                                                |
| 2025 | VVS Cartier Santana Money Gang                    | IT11 (… Wo.)IT | — | mit Sfera Ebbasta                                                                |
| 2025 | Paranoia Santana Money Gang                       | IT13 (4 Wo.)IT | — | mit Sfera Ebbasta                                                                |

Weitere Singles
- 2016: Anima
- 2016: Corvi
- 2017: Buio
- 2018: Come no (IT: Gold) (35.000+)

### Gastbeiträge
| Jahr | Titel Album                          | Höchstplatzierung, Gesamtwochen, AuszeichnungChartplatzierungen (Jahr, Titel, Album, Platzierungen, Wochen, Auszeichnungen, Anmerkungen) | Höchstplatzierung, Gesamtwochen, AuszeichnungChartplatzierungen (Jahr, Titel, Album, Platzierungen, Wochen, Auszeichnungen, Anmerkungen) | Anmerkungen                                                                                            |
| Jahr | Titel Album                          | IT | CH | Anmerkungen                                                                                            |
| --- | ------------------------------------ | --- | --- | --- |
| 2019 | RIP Rmx Arturo                       | IT86 (4 Wo.)IT | — | Erstveröffentlichung: 20. Juni 2019 Side Baby feat. Shiva                                              |
| 2019 | Taste (Make It Shake) (Remix) –      | IT17 (4 Wo.)IT | — | Erstveröffentlichung: 6. Dezember 2019 Aitch feat. Shiva                                               |
| 2019 | Holly & Benji Pre Partita            | IT5 Gold · (9 Wo.)IT | — | Erstveröffentlichung: 13. Dezember 2019 Verkäufe: + 35.000; Ava feat. Capo Plaza & Shiva               |
| 2020 | Gange Feat                           | IT61 (1 Wo.)IT | — | Erstveröffentlichung: 21. Februar 2020 Francesca Michielin feat. Shiva                                 |
| 2020 | Chic –                               | IT41 (1 Wo.)IT | — | Erstveröffentlichung: 8. April 2020 Giaime & Andry the Hitmaker feat. Shiva                            |
| 2020 | Ancora li Cancun                     | IT71 (1 Wo.)IT | — | Erstveröffentlichung: 23. April 2020 Cancun feat. Shiva                                                |
| 2022 | Purosangue –                         | IT7 Gold · (6 Wo.)IT | — | Erstveröffentlichung: 21. Oktober 2022 Verkäufe: + 50.000; Luchè feat. Shiva                           |
| 2023 | Gelosa –                             | IT4 ×5Fünffachplatin · (48 Wo.)IT | — | Erstveröffentlichung: 24. Februar 2023 Verkäufe: + 500.000; Finesse feat. Shiva, Sfera Ebbasta & Guè   |
| 2023 | Everyday –                           | IT1 ×4Vierfachplatin · (43 Wo.)IT | — | Erstveröffentlichung: 13. Oktober 2023 Verkäufe: + 400.000; Takagi & Ketra feat. Shiva, Anna & Geolier |
| 2024 | Bad Boy –                            | IT14 Gold · (13 Wo.)IT | — | Erstveröffentlichung: 19. Juli 2024 Verkäufe: + 50.000; Finesse feat. Shiva, Capo Plaza & Ava          |
| 2025 | GDE Wow –                            | IT68 (1 Wo.)IT | — | Erstveröffentlichung: 28. Februar 2025 Flaco G feat. Shiva                                             |
| 2025 | Anno Fantastico Il mio lato peggiore | IT9 (11 Wo.)IT | — | Erstveröffentlichung: 21. März 2025 Luchè feat. Shiva & Tony Boy                                       |
| Folgende Lieder erschienen nicht als Single, wurden aber durch das Album zum Download und Streaming bereitgestellt und konnten somit eine Platzierung erlangen: |                                      | | | |
| |                                      | | | |
| 2019 | Mattoni                              | IT11 Gold · (3 Wo.)IT | — | Verkäufe: + 35.000; Night Skinny feat. Noyz Narcos, Shiva, Speranza & Guè Pequeno                      |
| 2019 | Fumo 1etto Mattoni                   | IT28 (1 Wo.)IT | — | Night Skinny feat. Shiva                                                                               |
| 2019 | MC Drive Arte                        | IT62 (2 Wo.)IT | — | Mambolosco feat. Shiva                                                                                 |
| 2020 | Meryxsempre Gemelli                  | IT21 Gold · (2 Wo.)IT | — | Verkäufe: + 50.000; Ernia feat. Shiva                                                                  |
| 2020 | Mon amour J                          | IT30 Gold · (3 Wo.)IT | — | Verkäufe: + 50.000; Lazza feat. Shiva                                                                  |
| 2020 | Friend J                             | IT32 Gold · (3 Wo.)IT | — | Verkäufe: + 50.000; Lazza feat. Shiva & Geolier                                                        |
| 2020 | Alaska BV3                           | IT17 (3 Wo.)IT | — | Bloody Vinyl, Slait, Tha Supreme & Young Miles feat. Davido, Hell Raton & Shiva                        |
| 2020 | Youngshit Giovane rondo              | IT41 Gold · (2 Wo.)IT | — | Verkäufe: + 50.000; Rondodasosa feat. Shiva                                                            |
| 2020 | Weekend a Miami Scusate se esistiamo | IT68 (1 Wo.)IT | — | Dani Faiv feat. Shiva                                                                                  |
| 2021 | Big Checks Milano Soprano            | IT75 (1 Wo.)IT | — | Don Joe feat. Jake La Furia & Shiva                                                                    |
| 2022 | Dream team X2                        | IT2 Gold · (7 Wo.)IT | — | Verkäufe: + 50.000; Sick Luke feat. Shiva, Capo Plaza, Tedua & Pyrex                                   |
| 2022 | Star Salvatore                       | IT10 Platin · (7 Wo.)IT | — | Verkäufe: + 100.000; Paky feat. Shiva                                                                  |
| 2022 | Compliquè Provinciale                | IT29 Platin · (12 Wo.)IT | — | Verkäufe: + 100.000; Rhove feat. Shiva & Ghali                                                         |
| 2022 | Giorni Contati Botox                 | IT5 Platin · (10 Wo.)IT | — | Verkäufe: + 100.000; Night Skinny feat. Noyz Narcos, Paky, Geolier & Shiva                             |
| 2022 | Ye@h C@ra++ere s?ec!@le              | IT8 Gold · (4 Wo.)IT | — | Verkäufe: + 50.000; Tha Supreme feat. Shiva                                                            |
| 2023 | Monday Il coraggio dei bambini       | IT3 Platin · (19 Wo.)IT | — | Verkäufe: + 100.000; Geolier feat. Shiva & Michelangelo                                                |
| 2023 | 90 Special 10                        | IT7 Platin · (13 Wo.)IT | — | Verkäufe: + 100.000; Drillionaire feat. Sfera Ebbasta & Shiva                                          |
| 2023 | Upper 10                             | IT28 (2 Wo.)IT | — | Drillionaire feat. Thasup & Shiva                                                                      |
| 2023 | Freaky Traphouse                     | IT16 Gold · (6 Wo.)IT | — | Verkäufe: + 50.000; Slings feat. Shiva, Niky Savage & Finesse                                          |
| 2023 | G63 X2VR                             | IT3 Platin · (12 Wo.)IT | CH49 (1 Wo.)CH | Charteinstieg: 17. November 2023 Verkäufe: + 100.000; Sfera Ebbasta feat. Lazza & Shiva                |
| 2024 | Una vita fa Dio lo sa                | IT23 Gold · (5 Wo.)IT | — | Verkäufe: + 50.000; Geolier feat. Shiva & Mace                                                         |
| 2024 | Solo dio sa Containers               | IT4 (6 Wo.)IT | — | Night Skinny feat. Tony Boy, Geolier, Shiva & Anice                                                    |
| 2024 | Nuovo inizio Ferite (Deluxe Edition) | IT15 (3 Wo.)IT | — | Capo Plaza feat. Shiva                                                                                 |
| 2024 | Perdono Going Hard 3                 | IT10 (5 Wo.)IT | — | Tony Boy feat. Shiva                                                                                   |
| 2025 | Da 0 a 100 Tropico del capricorno    | IT9 (3 Wo.)IT | — | Guè feat. Shiva                                                                                        |
| 2025 | Wop Wop Mafia Slime 2                | IT6 (… Wo.)IT | — | Nerissima Serpe, Papa V & Fritu feat. Night Skinny & Shiva                                             |
| 2025 | Don’t Stop It Too Clean              | IT33 (… Wo.)IT | — | Slings feat. Finesse, Shiva & Guè                                                                      |
| 2025 | Società Uforia                       | IT19 (3 Wo.)IT | — | Tony Boy feat. Shiva                                                                                   |
| 2025 | Maneskin No Regular Music 2          | IT7 (… Wo.)IT | — | Sadturs & Kiid feat. Ghali & Shiva                                                                     |

Weitere Gastbeiträge
- 2021: La zone (Rhove feat. Shiva, IT: Platin) (100.000+)

## Auszeichnungen für Musikverkäufe
| Goldene Schallplatte - Italien - 2023: für das Lied Acciaio - 2024: für das Lied Umile |

Anmerkung: Auszeichnungen in Ländern aus den Charttabellen bzw. Chartboxen sind in ebendiesen zu finden.
| Land/RegionAuszeichnungen für Musikverkäufe (Land/Region, Auszeichnungen, Verkäufe, Quellen) | Gold       | Platin       | Verkäufe  | Quellen |
| -------------------------------------------------------------------------------------------- | ---------- | ------------ | --------- | ------- |
| Italien (FIMI)                                                                               | 40× Gold40 | 56× Platin56 | 6.805.000 | fimi.it |
| Insgesamt                                                                                    | 40× Gold40 | 56× Platin56 |           |         |

## Belege
1. ↑  La vita di Shiva: il rapper di Bossoli. Abgerufen am 24. Februar 2022 (italienisch).
2. ↑  Chiara Lauretani: Shiva: il rapper che piace a tutta la scena. In: Rockit.it. 7. Oktober 2019, abgerufen am 2. Februar 2020 (italienisch).
3. 1 2  Chartquellen:
  - Archivio classifiche Top Singoli. FIMI, abgerufen am 5. Mai 2025 (italienisch).
  - Shiva in der Schweizer Hitparade. In: hitparade.ch. Hung Medien, abgerufen am 27. Juni 2023 (CH).
4. ↑  Archivio classifiche Top Singoli. FIMI, abgerufen am 5. Mai 2025 (italienisch).

| Personendaten    | Personendaten                  |
| ---------------- | ------------------------------ |
| NAME             | Shiva                          |
| ALTERNATIVNAMEN  | Arrigoni, Andrea (Geburtsname) |
| KURZBESCHREIBUNG | italienischer Rapper           |
| GEBURTSDATUM     | 27. August 1999                |
| GEBURTSORT       | Legnano, Provinz Mailand       |